# Adult Film Association of America
Adult Film Association of America este o asociație a producătorilor de filme pornografice, ea căutat să lupte contra opinia publică, care cerea pedepsirea sau sistarea producerii de filme pornografice. Anual asociația acordă premii  AFAA actorilor care joacă în aceste filme. În ultimul timp au început să apară îndoieli cu privire la imparțialitatea acordării acestor premii, datorită unor suspicii de manipulare a juriului. AFAA Awards care a fost considerat ca unul dintre cele mai importante premieri porngrafice, a fost înlocuit cu premiul AVN Award.

## AFAA Awards

### Cel mai bun actor (Best Actor)
- 1976: Jamie Gillis (The Opening of Misty Beethoven)
- 1977: Jamie Gillis (A Coming of Angels)
- 1978: Aldo Ray (Sweet Savage)
- 1979: Jamie Gillis (The Ecstasy Girls)
- 1980: John Leslie (Talk Dirty To Me)
- 1981: John Leslie (Wicked Sensations)
- 1982: John Leslie (Talk Dirty To Me Part II)
- 1983: Paul Thomas (Virginia)
- 1984: John Leslie (Gleichstand; sowohl für Dixie Ray als auch für Every Woman Has A Fantasy)
- 1985: Jerry Butler (Snake Eyes)

### Cea mai bună actriță (Best Actress)
- 1976: Jennifer Welles (Little Orphan Sammy)
- 1977: Georgina Spelvin (Desires Within Young Girls)
- 1978: Desiree Cousteau (Pretty Peaches)
- 1979: Samantha Fox (Jack 'N' Jill)
- 1980: Samantha Fox (Tramp)
- 1981: Georgina Spelvin (The Dancers)
- 1982: Veronica Hart (Roommates)
- 1983: Kelly Nichols (In Love)
- 1984: Rachel Ashley (Every Woman Has A Fantasy)
- 1985: Gloria Leonard (Taboo American Style (The Miniseries))

### Cel mai bun rol secundar masculin (Best Supporting Actor)
- 1976: Carlos Tobalina (Tell Them Johnny Wadd Is Here)
- 1977: John Leslie (A Coming of Angels)
- 1978: Roger Caine (Bad Penny); John Seeman (Sweet Savage)
- 1979: Bobby Astyr (People)
- 1980: Richard Pacheco (Talk Dirty To Me)
- 1981: R. Bolla (Outlaw Ladies); Richard Pacheco (Nothing To Hide)
- 1982: Jamie Gillis (Roommates)
- 1983: Ron Jeremy (Suzie Superstar)
- 1984: Ron Jeremy (All The Way In)
- 1985: John Leslie (Taboo IV)

### Cel mai bun rol secundar feminin (Best Supporting Actress)
- 1976: Georgina Spelvin (Ping Pong)
- 1977: Annette Haven (A Coming of Angels)
- 1978: Georgina Spelvin (Take Off)
- 1979: Georgina Spelvin (The Ecstasy Girls)
- 1980: Georgina Spelvin (Urban Cowgirls)
- 1981: Holly McCall (Nothing To Hide)
- 1982: Veronica Hart (Foxtrot)
- 1983: Kay Parker (Sweet Young Foxes)
- 1984: Chelsea Blake (Great Sexpectations)
- 1985: Lisa De Leeuw (Raw Talent)

### Cel mai bun regizor (Best Director)
- 1976: Henry Paris (The Opening of Misty Beethoven)
- 1977: Alex de Renzy (Baby Face)
- 1978: Armand Weston (Take Off)
- 1979: Henri Pachard (Babylon Pink)
- 1980: Tsanusdi (Urban Cowgirls)
- 1981: Anthony Spinelli (Nothing To Hide)
- 1982: Chuck Vincent (Roommates)
- 1983: Henri Pachard (The Devil in Miss Jones Part II)
- 1984: Anthony Spinelli (Dixie Ray)
- 1985: Henri Pachard (Taboo American Style)

### Cel mai bun film (Best Film)
- 1976  The Opening of Misty Beethoven
- 1977  Desires Within Young Girls
- 1978  Legend of Lady Blue
- 1979  Babylon Pink
- 1980  Talk Dirty to Me; Urban Cowgirls
- 1981  Nothing To Hide
- 1982  Roommates
- 1983  The Devil in Miss Jones, Part II
- 1984  Dixie Ray, Hollywood Star
- 1985  Taboo American Style 1: The Ruthless Beginning

### Cel mai bun scenariu (Best Screenplay)
- 1976: The Opening of Misty Beethoven
- 1977: Desires Within Young Girls
- 1978: Legend of Lady Blue
- 1979: The Ecstasy Girls
- 1980: The Budding of Brie
- 1981: The Dancers
- 1982: Roommates
- 1983: In Love
- 1984: Dixie Ray, Hollywood Star
- 1985: Raw Talent

### Cele mai bune scene (Best Sex Scene)
- 1983: Virginia (keine spezielle Szene)
- 1984: Firestorm (die „rote Szene“)
- 1985: New Wave Hookers; Passage Thru Pamela